# 巴薩省

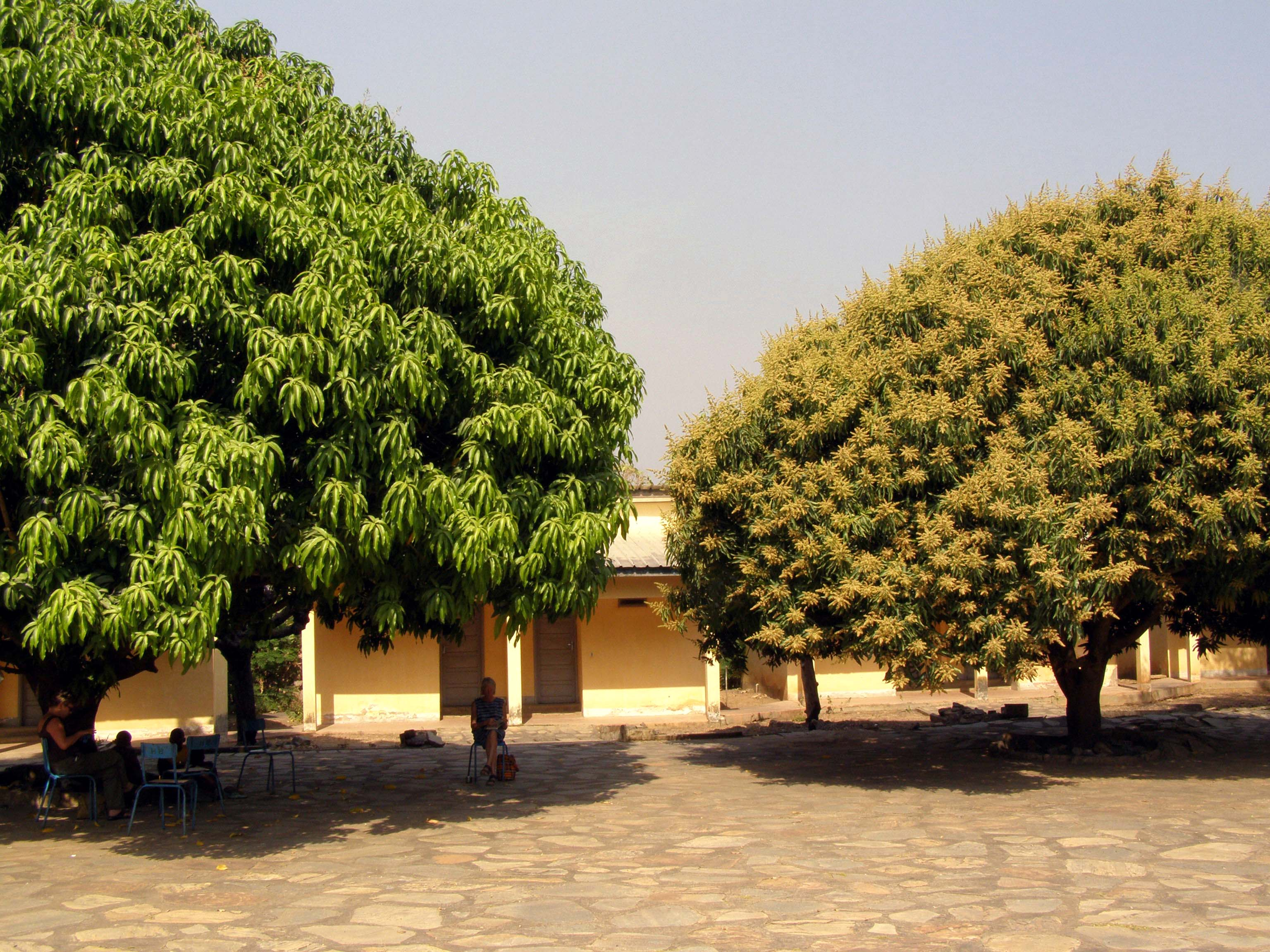

9°15′00″N 0°47′00″E / 9.2500°N 0.7833°E
巴薩省（法語：Préfecture de Bassar），是多哥的30個省份之一，位於該國中北部，由卡拉區負責管轄，首府設於巴薩，面積3,425平方公里，2022年人口152,065，人口密度每平方公里44.40人。